# بيل موس (سائق فورمولا 1)
بيل موس (بالإنجليزية: Bill Moss)‏ هو سائق فورمولا 1 بريطاني، ولد في 4 سبتمبر 1933 في لوتن في المملكة المتحدة، وتوفي في 13 يناير 2010 في Woodsford ‏ في المملكة المتحدة.